# Soddì
Soddì település Olaszországban, Szardínia régióban, Oristano megyében. Lakosainak száma 123 fő (2023. január 1.). Soddì Aidomaggiore, Boroneddu és Ghilarza községekkel határos.

## Népesség
A település lakossága az elmúlt években az alábbi módon változott:
| Lakosok száma | 120  | 118  | 123  |
|               | 2017 | 2018 | 2023 |